# Dallas (Pennsylvania)
Dallas è un comune (borough) degli Stati Uniti d'America, situato nello stato della Pennsylvania, nella contea di Luzerne.

## Storia
Dallas fu fondata per la prima volta nel 1797. Successivamente fu incorporata come borgo il 21 aprile 1879.
Prese il nome da Alexander J. Dallas, che fu il 6º Segretario del Tesoro degli Stati Uniti.